# Битка код Фридланда
Битка код Фридланда одвијала се 14. јунa 1807. на око 43 километра од Кенигзберга. Представљала је највећу битку у рату четврте коалиције. Француска војска под вођством Наполеона је после 23 сата битке остварила одлучну победу над руском војском под вођством Левина фон Бенингсена. До краја битке Французи су овладали бојним пољем, а руска војска се хаотично повлачила преко реке Але. При преласку реке удавило се много руских војника. Том битком завршен је Рат четврте коалиције, а 7. јулa 1807. Русија и Француска склопиле су Тилзитски мир. Фридланд је данашњи руски град Правдинск.

## Увод
Рат треће коалиције завршио се 1805. битком код Аустерлица. Аустрија је била поражена и изашла је из коалиције. Пруска је 1806. ушла у рат као главна сила средње Европе.

### Пруски поход
Француско-пруске тензије су нарасле након Аустерлица. Наполеон је инсистирао да се Пруска придружи економској блокади Велике Британије, тзв. континенталном систему. То је погађало пруске трговце. Осим тога Наполеон је наредио напад на антинаполеонскога књижара. Наполеон је покушавао да склопи споразум са Британијом нудећи јој Хановер, а то је наљутило Пруску. Пруска је 9. августа 1806. започела мобилизацију. Ултиматум су поставили 26. августа захтевајући да се француска војска врати на десну обалу Рајне до 8. октобра или ће ступити у рат.
Наполеонова стратегија рата са Прусима сводила се на то да уништи пруске армије пре него што стигне руска војска. Око 180.000 француских војника је 2. октобра 1806. прешло Франкенвалд. Кретали су се у батаљонима облика квадрата, да би спречили напаа са било које стране. Французи су 14. октобра 1806. остварили велику победу у бици код Јене и Ауерштата. После француске победе уследило је гањање пораженога непријатеља. Пруси су имали 25.000 убијених или рањених, 140.000 заробљених војника и 2.000 заробљених топова. Мало је пруских јединица успело да пребегне у Пољску. Огромна већина пруске армије је била изгубљена. Русија је остала да се сама суочи са Француском. До 18. новембра 1806. француске снаге под командом Луја Николе Давуа биле су на пола пута до Варшаве, војска под командом Пјера Ожероа била је близу Бромберга (Бидгошћа).

### Ејлау
Када је француска војска стигла у Пољску дочекани су као ослободиоци. Руски генерал Бенингсен се бојао да ће бити одсечен од Буксгевденове армије, па је због тога напустио Варшаву и повукао се на десну страну Висле. Француска војска је 28. новембра 1806. под вођством генерала Мира ушла у Варшаву. Французи су следили Русе, који су се повлачили. Значајна битка се развила око Полтуска 26. децембра. Битка је била неодлучна, али Бенингсен је писао цару да је победио 60.000 Француза. Као резултат Бенингсен је постављен за команданта руске армије у Пољској. Тада је маршал Мишел Неј раширио своје снаге да би осигурао снабдевање храном. Бенингсен је уочио да је то добра прилика за напад на изоловани француски корпус. Међутим одустао је од тих планова, када је схватио да Наполеон маневрира не би ли ухватио његову војску у замку. Руси су се повукли према Аленштајну, а касније према Ејлау. Руси су се 7. фебруара 1807. борили са Султовим корпусом за Ејлау. На бојном пољу у бици код Ејлауа 8. фебруара 1807. било је 44.500 Француза против 67.000 Руса. Наполеон се надао да ће задржати довољно дуго Бенингсенову армију, да би војска маршала Неја и Луја Николе Давуа опколила Русе. Развила се оштра битка на јаком снежном невремену. Французи су били у проблемима, све док масивни коњички напад од 10.700 коњаника у 80 ескадрона није ослободио притисак на центар.
Долазак Николе Давуа означио је да може започети напад на руско лево крило. Али тај напад је спречио изненадни долазак Пруса, који су заједно са Русима успели потиснути Французе. Маршал Неј је дошао прекасно, а Бенингсен се повукао. Жртве те неодлучне битке биле су јако високе на обе стране. Страдало је око 25.000 војника на свакој страни.

## Битка
Руске снаге су под генералом Димитријем Голицином растерале француске коњичке страже са Фридланда 13. јуна 1807. Главнина Бенингсенове армије почела је преко ноћи да заузима град. Наполеонова војска се кретала према Фридланду, али била је распршена на различитим путевима кретања. Прва фаза сукоба је била битка од ситуације до ситуације. Корпус маршала Лана први се сукобио са Русима у Сиртлак шуми и испред Постенена (2:30-3:00 ујутро 14. фебруара). Обе стране су користиле коњицу да покрију формације линија битке, а у трци супарничких ескадрона око контроле Хајнрихсдорфа победили су Французи под Емануелом Грушијем.
У међувремену Жан Лан се борио да задржи Бенингсена. Наполеон се бојао да Руси намеравају да избегну битку, али до 6:00 ујутро Бенингсен је имао 50.000 војника преко реке и спремали су се за битку. Руска пешадија је била организована у две линије са артиљеријом и протезала се између Хајнрихсдорф-Фридланд друма и горњих кривина реке. Иза деснога крила од пешадије коњица и козаци су протезали линију до шуме североисточно од Хајнрихсдорфа. Мање јединице козака су продрле и до Швонауа. Лево крило је исто имало нешто коњице, а иза реке Але биле су батерије. Тешка и неодлучна битка се развијала у Сортлак шуми између Руса и нешто Ланеових војника.
Главнина Мортијеовога корпуса појавила се на Хајнрихсдорфу и потиснули су козаке из Швонауа. До поднева када је Наполеон стигао 40.000 Француза је било на сцени битке. Наполеонове заповести су биле кратке:
- Нејов корпус је требало да заузме позицију између Постлинена и Сортлак шуме
- Жан Лане је требало да затвара са своје леве стране
- да се формира центар
- Мортије на лево крило
- 1. корпус и царска гарда су стављени у резерву иза Постенена

Коњица је скупљена на Хајнриухсдорфу. Главни напад је требало извршити на руско лево крило. за које је Наполеон приметио да се налази у уском језику између реке и Постенен воденице. Три коњичке дивизије је додао у општу резерву.
За време претходних операција обе армије су имале још увек велике јединице према Кенигсдорфу. Поподне је Наполеон потрошио на увођења новопристигле војске у бојни поредак. Распоређивање је било покривано артиљеријском ватром. Све је било спремно око 17:00, а Маршал Неј је под заштитом артиљеријске ватре брзо заузео Сортлак шуму. Напад је настављен према реци Але. Једна од Нејевих дивизија је потиснула део рускога левога крила у реку код Сортлака. Уследио је коњички напад на ту француску дивизију, али напад је одбијен помоћу француских драгона.
Убрзо су Руси били набијени у кривинама реке Але, па су постали лака мета за Нејеву артиљерију. Нејев напад је дошао до застоја. Бенингсенова резервна коњица је напала и потиснула Французе, који су се повукли у нереду. Изгледало је да ће близина ноћи спречити одлучан успех. Међутим Французи су имали предност у мобилности. Пешадијска дивизија Дипона је брзо напредовала кроз Постенен. Коњичка дивизија је одбацила руске ескадроне у загушење на обали реке, па је коначно артиљерија генерала Сенармона дошла на довољно блиско одстојање.
Био је то први пример тешке артиљеријске припреме у модерном рату, па су руске линије колапсирале за неколико минута. Нејова исцрпљена пешадија је прогонила разбијену војску рускога левога крила у улице Фридланда. За то време Жан Лане и Мортије су задржавали руски центар и десно крило, а артиљеријом су им нањели тешке губитке. Када су видели Фридланд у пламену, два маршала Лане и Мортије су започели пешадијски напад. Свеже француске снаге су се приближиле бојишту. Дипон се истакао и по други пут преласком код воденице и нападајући лево крило рускога центра. Отпор је био жесток, али Французи су Русе потискивали унатраг и битка је брзо после тога завршила.
Руси су имали јако много губитака приликом бега преко реке. Много војника се удавило. Северно десно крило још увек није било разбијено, а војска се повукла са Аленбург друма. Француска коњица левога крила имала је заповед да прогони, али остали су неактивни због некога разлога. Французи су имали 8.000 жртава, а Руси око 20.000

## Резултати
После пораза у бици код Фридланда руски цар Александар I Романов је био принуђен да тражи мир. Уследили су преговори, који су довели до Тилзитскога мира 7. јула 1807. Француска и Русија су постали савезници. Са Пруском је склопљен посебан споразум два дана након Тилзитскога мира. Пруска је била понижена, изгубила је све територије западно од Лабе. Русија је морала предати Француској све поседе које је заузела у Јадранскоме мору и Јонска острва. Русија је добила право да заузме Финску, али морала је прихватити континентални систем блокаде Велике Британије.